# Ononis reuteri
Ononis reuteri är en ärtväxtart som beskrevs av Pierre Edmond Boissier. Ononis reuteri ingår i släktet puktörnen, och familjen ärtväxter. Inga underarter finns listade i Catalogue of Life.